# 黃卷 (萬曆庚戌進士)
黃卷（1578年—1615年），字舒之，號鄴樓，福建省泉州府晉江縣人，明朝政治人物。

## 生平
己酉福建鄉試八十八名舉人，萬曆三十八年庚戌科會試一百四十六名，第二甲第十六名進士。通政司觀政，授戶部陝西司主事，四十年差易州管倉，陞員外郎、郎中。萬曆四十三年（1615年）陞浙江嚴州府知府，卒。。

## 家族
曾祖黃質聰；祖黃德厚；父黃天守；母沈氏。慈侍下，妻許氏，弟經（吏員）；朝寀（庠生）；誥；猷；謀。子肩吾；省吾。